# 勝海一郎
勝海 一郎（かつうみ　いちろう）は、日本の歯学者・歯科医師。日本歯科大学生命歯学部歯科保存学講座教授。日本歯科保存学会理事長。

## 経歴
1974年日本歯科大学卒業、1978年同大学院修了。1995年より同大学教授に就任。

## 著書
- 日歯大歯科用語編集委員会ＯＢ会 著、勝海一郎 他 編『新常用歯科辞典』（第3版）医歯薬出版、1999年4月。ISBN 978-4-263-45443-5。
- 前田宗宏、勝海一郎 著「第II編 歯科医療事故の予防と対策 第3章 診察処置時の留意点 5．処置 5） 根管治療（根管処置）」、青柳, 公夫、鈴木, 俊夫、夏目, 長門 編『歯科医療事故予防学』医歯薬出版、2003年6月。ISBN 978-4-263-44154-1。
- 戸田, 忠夫、中村, 洋、須田, 英明 ほか 編『歯内治療学』（第3版）医歯薬出版、2007年5月。ISBN 978-4-263-45607-1。
- 編集主幹 須田英明、中村洋  編集 恵比須繁之、興地隆史、勝海一郎、斎藤隆史、中川寛一、中村幸生、林善彦 編『エンドドンティクス』（第3版）永末書店、2010年3月。ISBN 978-4-8160-1214-3。
- 勝海一郎 他 著、松井恭平、白鳥たかみ 編『歯の硬組織・歯髓疾患 保存修復・歯内療法』監修 全国歯科衛生士教育協議会、医歯薬出版〈最新歯科衛生士教本〉、2010年4月15日。ISBN 978-4-263-42820-7。
- 中村, 洋、須田, 英明、勝海, 一郎 ほか 編『歯内治療学』（第4版）医歯薬出版、2012年2月。ISBN 978-4-263-45652-1。

## 所属団体
- 日本歯科医学会 常任理事[3]
- 日本歯科保存学会 理事長[1]
- 日本歯内療法学会 元常任理事[2]
- 日本口腔科学会 理事[4]
- 日本歯科医学教育学会 評議員[5]
- 日本歯科理工学会 代議員[6]
- 日本歯周病学会 評議員[2]
- 日本歯科色彩学会 常任理事[7]
- 歯科基礎医学会[2]
- 日本レーザー歯学会 [2]
- 日本法医学会[2]
- 日本歯科大学歯学会 副会長[8]
- アメリカ歯内療法学会[2]
- 国際外傷歯学会[2]

| 学職                                                                     | 学職                                                          | 学職                                              |
| ------------------------------------------------------------------------ | ------------------------------------------------------------- | ------------------------------------------------- |
| 先代 須田英明                                                            | 日本歯科保存学会 理事長                                       | 次代 -                                            |
| 先代 関根一郎 第119回 2003年秋季 長良川国際会議場 岐阜ルネッサンスホテル | 日本歯科保存学会 大会長 第120回 2004年春季 文京シビックホール | 次代 林善彦 第121回 2004年秋季 長崎ブリックホール |
| 先代 川崎孝一 第25回 2004年 朱鷺メッセ                                   | 日本歯内療法学会学術大会 大会長 第26回 2005年 日本歯科大学    | 次代 松尾敬志 第27回 2006年 徳島大学              |